# Гідроакумулювальна електростанція

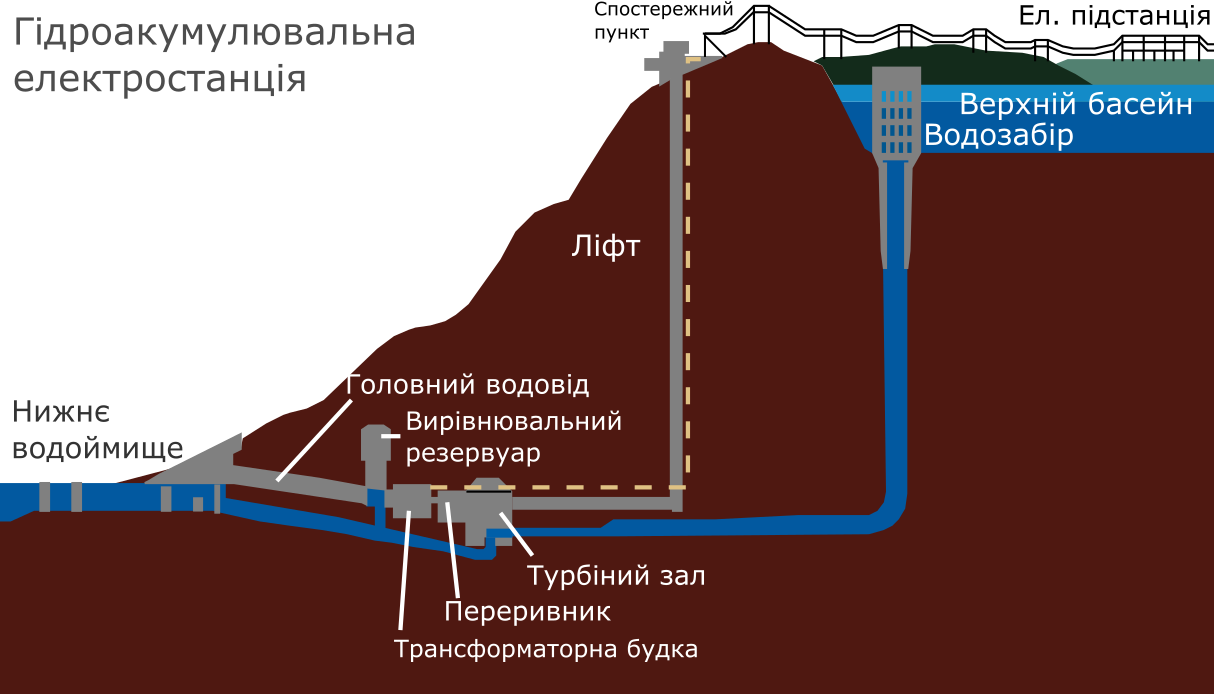
ГАЕС у розрізі

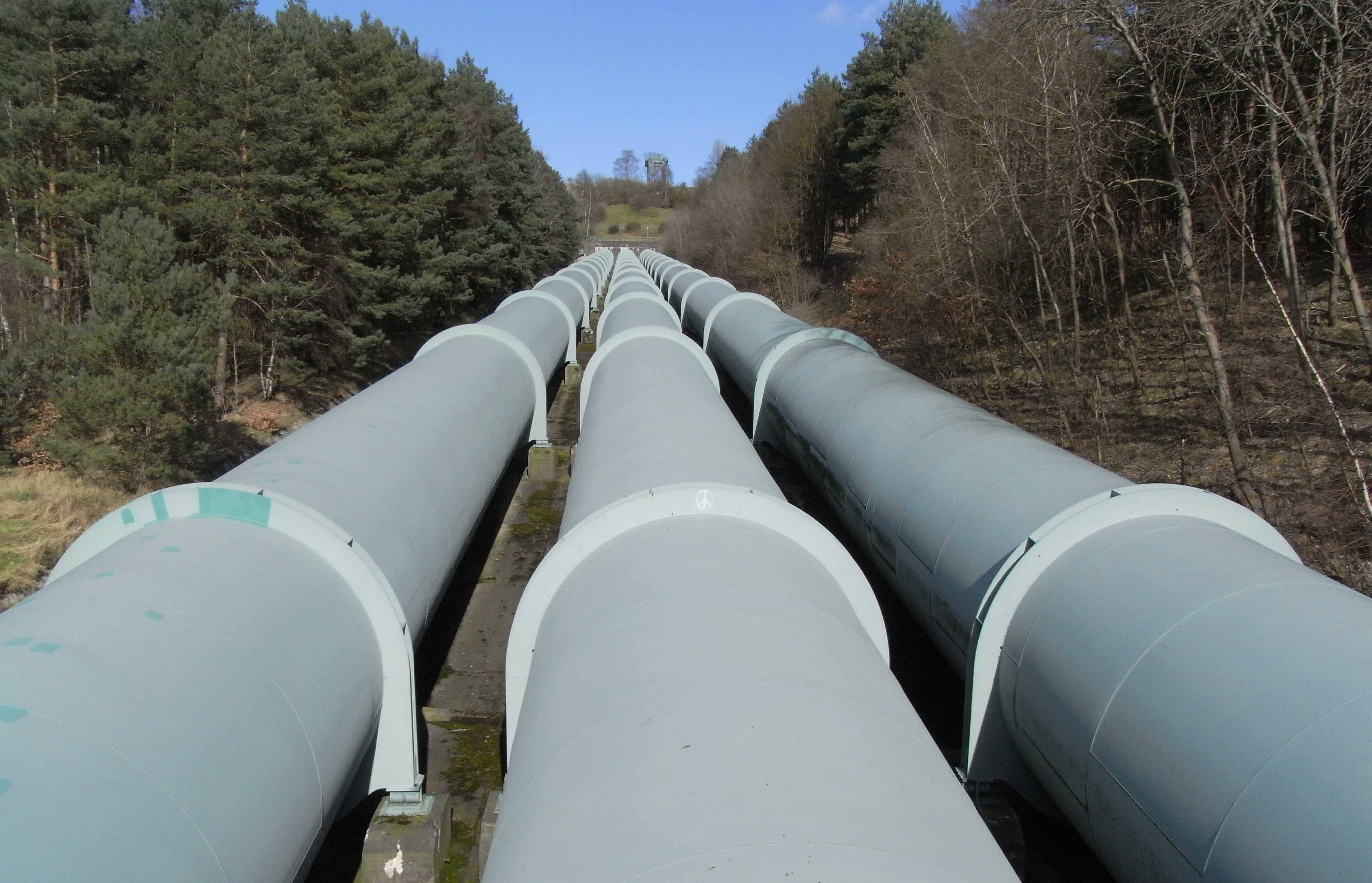
Трубопровід гідроакумулювальної електростанції в Німеччині.

Гідроакумулювальна електроста́нція (ГАЕС) (англ. Pumped-storage hydroelectricity (PSH), pumped hydroelectric energy storage (PHES)) — гідроелектрична станція, яку використовують для вирівнювання добового графіка навантаження енергосистеми. Залежно від стану виробництва електроенергії у енергосистемі може бути як терміновим споживачем електроенергії, так і терміновим генератором. Оптимальна кількість гідроакумулювальних станцій робить енергосистему стійкою та стабільною до магістральних аварій та непередбачених пікових споживань, раптових аварій на інших генерувальних об'єктах. Електроенергія у вигляді води дешевша ніж аналогічна енергія збережена у вигляді стисненого повітря, накопиченого газу або акумуляторних батарей. В Україні експлуатуються три ГАЕС, четверта, Канівська ГАЕС — перебуває в занедбаному стані.

## Призначення
Гідроакумулювальна електростанція (ГАЕС) — гідроелектрична станція, принцип дії якої полягає в перетворенні електричної енергії, що отримується від інших електростанцій, в потенційну енергію води, при зворотному перетворенні накопичена енергія віддається в енергосистему головним чином для покриття піків навантаження.

## Споруди та обладнання ГАЕС
Гідротехнічні споруди ГАЕС складаються з двох басейнів, розташованих на різних рівнях, і сполучних водоводами. Гідроагрегати, встановлені в будівлі ГАЕС в нижній частині водоводу, можуть бути тримашинними, такими, що складаються зі сполучених на одному валу оборотної електричної машини (двигун-генератор), гідротурбіни і насоса, або двомашинними — оборотна електромашина і оборотна гідромашина, яка залежно від напрямку обертання може працювати як насос або як турбіна.

## Принцип дії
Надлишково вироблена електроенергія у системі змінного струму в межах енергосистеми має бути або утилізована або її генерація має бути зменшена оператором енергосистеми для запобігання збільшення частоти змінного струму. Надлишок виробленої електроенергії сонячною генерацією вдень та надлишок виробленої енергії вночі базовою генерацією може бути утилізований для наповнення гідроакумулювальної станції. І навпаки, коли потужності в енергосистемі бракує, електроенергія може бути виробленна шляхом з спущення раніше закачаних об'ємів води. Таким чином, гідроелектростанція бере участь у частотному регулюванні енергосистеми — коли вона генерує електроенергію — втримується частота струму від зменшення. Коли ГАЕС виступає як споживач — йде утримання частоти струму від збільшення.
У ролі споживача використовують потужні насоси, які перекачують воду з нижньої водойми у верхню. У періоди максимальних навантажень на енергосистему вода з верхнього басейну по трубопроводу підводиться до гідроагрегатів ГАЕС, включеним на роботу в турбінному режимі, вироблена при цьому електроенергія віддається в мережу енергосистеми, а вода накопичується в нижньому водоймищі. Кількість акумульованої електроенергії визначається ємністю басейнів і робочим напором ГАЕС. Верхній басейн ГАЕС може бути штучним або природним (наприклад озеро), нижнім басейном часто служить водоймище, що утворилося унаслідок перекриття річки греблею. Одне з переваг ГАЕС полягає в тому, що вони не схильні до дії сезонних коливань стоку. Гідроагрегати ГАЕС залежно від напору обладнуються поворотно-лопатевими, діагональними, радіально-осьовими чи ковшовими гідротурбінами. Час пуску і зміни режимів роботи ГАЕС вимірюється декількома хвилинами, що зумовлює їх високу експлуатаційну маневровість, ГАЕС власне і відносять до маневрових електростанцій. Регулювальний діапазон ГАЕС, з самого принципу її роботи, близький двократній встановленій потужності (як споживач і як виробник), що є одним з основних її переваг.
Здатність ГАЕС покривати піки навантаження і підвищувати споживання електроенергії вночі, робить їх дієвим засобом для вирівнювання режиму роботи енергосистеми. Загальний коефіцієнт корисної дії ГАЕС в оптимальних розрахункових умовах роботи наближається до 0,75. У реальних умовах середнє значення ККД з урахуванням втрат в електричній мережі не перевищує 0,66.

## Можливі загрози
До можливих загроз від гідроакумулювальних станцій треба зарахувати в першу чергу прорив дамби верхнього резервуара. Руйнівна сила потоку води при такому прориві надзвичайна. Такі випадки траплялися, наприклад, у США мав місце прорив дамби верхнього резервуара на ГАЕС Taum Sauk.

## Молекулярні гідроакумулювальні електростанції
Молекулярна гідроенергетика (англ. molecular hydropower) — наука і галузь, складова частина молекулярної енергетики, яка вивчає та використовує відновлювані енергетичні властивості молекул, атомів, йонів, інших малих частинок рідинного середовища, взаємодію цих частинок між собою, з іншими тілами, а також з електричними та магнітними полями з метою вироблення, накопичення, розподілу та використання електричної енергії.
Ефективне перетворення та вивільнення енергії молекул, атомів, йонів та інших частинок рідини, скажімо, води або водних розчинів (електролітів), може бути здійснено за допомогою фізичних та хімічних поверхневих явищ, які виникають на межі фаз, зокрема, змочування, адгезії, когезії, капілярного ефекту, адсорбції, абсорбції тощо. Поряд з вище названими явищами для створення молекулярних технологій та систем гідроенергетики застосовні також фізичні явища електрокінетики, осмосу, електродіалізу,магнітогідродинаміки в рідинах та їх розчинах, а ще поєднання цих ефектів. Звідсіля витікає і поділ молекулярної енергетики складові:
- гідроенергетика міжфазної поверхні;
- електрокінетична гідроенергетика;
- гідроенергетика градієнта солоності;
- магнітогідродинамічна гідроенергетика тощо.

Фізичні та хімічні явища лежать також в основі класифікації молекулярних гідроакумулювальних електростанцій:
- гідроадгезійні електростанції міжфазної поверхні на основі позитивного термодинамічного p-потенціалу Гіббза;
- осмотичні технології та системи гідроенергетики градієнта солоності (технології та системи забарного осмосу) тощо.

### Гідроадгезійні акумулювальні електростанції

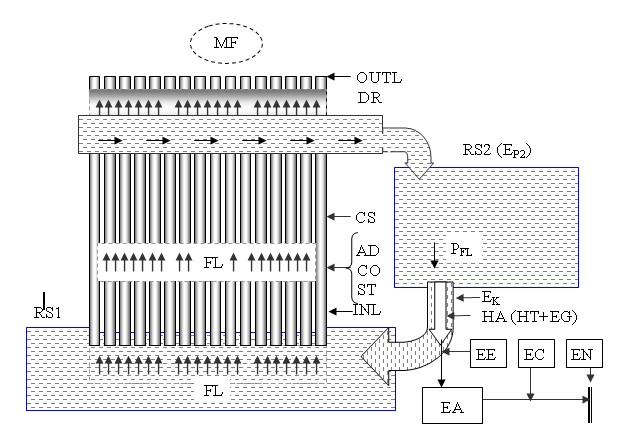
Молекулярна гідроакумулювальна система виробництва електричного струму на основі позитивного термодинамічного p-потенціалу Гіббза.

У молекулярній системі на основі позитивного термодинамічного p–потенціалу Гіббза виробництво електричного струму забезпечується нагнітанням рідини (наприклад, води) міжмолекулярними силами адгезії та поверхневого натягу на кордоні її об'єму з подальшим перетворенням потенціальної чи кінетичної енергії потоку рідини за допомогою електродинамічних пристроїв в електрику. Таку систему можна ще назвати гідроадгезійною, бо у фундаменті рушійних сил лежить ефект зчеплення молекул рідини з молекулами гідрофільної поверхні стінок капілярів. Цей ефект є проявом вандерваальсових сил, які утворюють міжмолекулярні зв'язки між молекулами рідини та поверхні твердого тіла, формують водневі зв'язки та викликають дифузію молекул. Міжмолекулярні сили (адгезії), які виникають між молекулами рідини та поверхні твердого тіла, перевищують сили (когезії) всередині рідини. Рівень адгезії рідинної та твердої фаз визначається величиною поверхневої енергії фаз та міжфазної поверхні. Енергія молекул міжфазної поверхні приводить в рух потоки рідини, переборюючи зовнішні сили гравітації. Рідина у вертикальних занурених порах піднімається за рахунок сил поверхневому натягу, який є результатом дії сил когезії молекул в рідині й сил адгезії молекул рідини та поверхні пор.
Відповідно до фізичних принципів, які лежать в основі виробництва електричного струму, гідроадгезійні системи міжфазної поверхні можна класифікувати на гідроакумулювальні, прямої генерації, прискорювальні, розгалуженого річища тощо.
Структурна схема молекулярної гідроакумулювальної електростанції на основі позитивного термодинамічного p-потенціалу Гіббза включає нижній RS1 та верхній RS2 накопичуючі резервуари з робочою рідиною FL, мікрофлюїдний рушій MF у вигляді капілярної структури CS, флюїдостік DR, гідроагрегат НА та електричний адаптер EA. Принцип роботи електростанції оснований на використанні надлишку енергії молекул міжфазної поверхні, порівнюючи з їх енергією всередині об'єму фаз, для підняття рідини з нижнього резервуара у верхній з подальшим застосуванням потенціальної енергії накопиченої рідини для виробництва електричного струму за допомогою класичного гідроагрегата.

### Осмотичні гідроакумулювальні електростанції
Молекулярна гідроакумулювальна електростанція забарного осмосу (англ. molecular pressure retarded osmosis hydropower system або PRO hydropower system) — сукупність молекулярних технологій та обладнання для отримання електричного струму з градієнта солоності в процесі забарного осмосу.
В розрахунках параметрів та характеристик молекулярної системи забарного осмосу, окрім глибинних енергетичних властивостей градієнта солоності, враховуються макроскопічні параметри речовини та поля, такі як швидкість, напрям руху, тиск, питома густина молекул, поєднаних у водний потік.
Системи забарного осмосу можуть бути класифіковані за принципом використання потоку флюїду, за походженням та способом використання розчинів, за способом активації забарного осмосу, за конструктивними особливостями побудови мембранного модуля тощо.
У залежності від принципу використання потоку флюїду розрізняють осмотичні системи гідроакумулювального типу та прямої генерації.
У гідроакумулювальних електростанціях рідина, наприклад, живильний водний розчин спочатку перетікає в резервуар з втягуючим розчином, накопичується там, перш ніж потенціальна енергія накопиченої рідини буде перетворена в кінетичну енергію падаючого потоку, а потім гідротурбіни, далі, за рахунок електродинамічних трансформацій — в електрику. Пряма генерація електричної енергії досягається обертанням гідротурбіни та механічно з'єднаного з нею ротора гідрогенератора інтенсивним потоком рідини, сформованим в обмеженому просторі певного флюїдопроводу рушійною силою осмотичного тиску. Так електрична енергія виробляється в реальному масштабі часу, оминаючи етап гідроакумулювання.

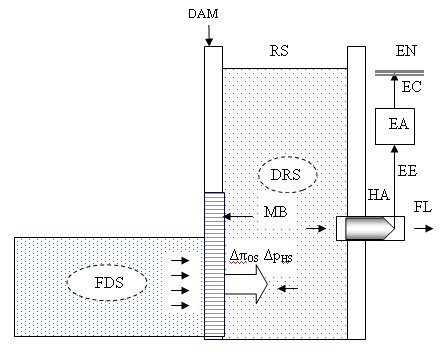
Базова схема гідроакумулювальної електростанції на основі забарного осмосу.

Структурна схема базової гідроакумулюючої електростанції на основі забарного осмосу включає резервуар RS, греблю DAM, напівпроникну мембрану MB, гідроагрегат НА та електричний адаптер EA. Наявні мембрани забарного осмосу, зазвичай, складаються з тонкого щільного робочого шару та пористої підкладки, яка придає мембрані механічну стійкість. Розміри пор підкладки перевищують розміри пор робочого шару. Тож, мембрани є асиметричними елементами.
Мембрана MB є осмотичним мікрофлюїдним рушієм, який виконує роль насосної системи. Вона вільно пропускає молекули низькоконцентрованого розчину FDS в резервуар RS із втягуючим висококонцентрованим розчином DRS, проте, перешкоджає проникненню солі у відсік із живильним низькоконцентрованим розчином або розчинником FDS.
Гідроагрегат НА є електродинамічним перетворювачем, який включає гідротурбіну HT та гідрогенератор (електрогенератор). Кінетична енергія потоку падаючої рідини ЕK = ЕP2 трансформується спочатку в кінетичну енергію гідротурбіни, а потім кінетична енергія гідротурбіни в електродинамічній системі електрогенератора перетворюється на електричну енергію ЕE.
Джерелом відновлюваної енергії слугує градієнт солоності розчинів різної концентрації речовини.
Термодинамічна система прагне вирівняти хімічні потенціали в усіх частинах свого об'єму та перейти до стану з нижчим рівнем вільної енергії. Це викликає осмотичне перенесення речовини. Під дією осмотичного тиску молекули живильного низькоконцентрованого розчину FDS перетікають у резервуар RS із втягуючим висококонцентрованим розчином DRS та створюють у ньому підняття змішаних розчинів FDS та DRS. Перерозподіл триває, допоки різниця гідростатичних тисків ΔpHS стовпа змішаних розчинів у резервуарі зрівняється з різницею осмотичних тисків ΔπOS на рівні мембрани, ΔpHS = ΔπOS.
Надалі потенціальна енергія рідини, накопиченої в резервуарі RS, перетворюється при її падінні в кінетичну енергію потоку, яка приводить в рух гідроагрегат (з гідрогенератором) НА. Електродинамічна система гідрогенератора обертає механічну енергію ротора (гідротурбіни) в електричну енергію ЕE. Параметри електричної енергії (сила струму ЕС, напруга та частота) доводяться в електричному адаптері EA до необхідних стандартів, і вона спрямовується споживачам та/або в електричну мережу EN.
Енергетичні та економічні параметри системи визначаються параметрами забарного осмосу, характеристиками та параметрами розчинів, мембрани та гідроагрегата.
Відзначимо, що осмотичні системи гідроенергетики, які розглядаються, є комбінованими макроскопічно-молекулярними технологічними засобами. Молекулярні технології градієнта солоності застосовуються тільки для накопичення рідини (гідроакумулювання) та/або формування потоку. Перетворення ж кінетичної енергії потоку в електричну енергію відбувається за допомогою традиційних макроскопічних гідроагрегатів — гідротурбін та поєднаних з ними електрогенераторів.

## Нові ідеї
Починаючи із 2017 ринок енергетичних сховищ освоює ідею гідроакумулювальної електростанції глибокої вугільної шахти; у багатьох штатах США активно будуються акумуляторні системи потужністю 20 МВт і більше.
Ці плани не реалізуються через високу вартість будівництва такої електростанції (наприклад, Prosper-Haniel

Найбільш відповідником українським реаліям слід визнати англійський проєкт Gravitricity з відносно дешевими енергетичними сховищами гравітаційного типу.